# 飯村卓也
飯村 卓也（いいむら たくや、1961年 - ）は日本の経済学者。東京都立大学教授。専門はミクロ経済学と一般均衡理論。明治大学大学院在学中、池田一新に師事した。博士（経済学）(明治大学、理論経済学)。所属学会は日本経済学会。

## 略歴

### 学歴
- 1983年3月 早稲田大学政治経済学部経済学科卒業
- 1995年3月 明治大学大学院政治経済学研究科博士後期課程修了。博士（経済学）。

### 職歴
- 1983年4月 株式会社長銀情報システム入社
- 1990年3月 長銀情報システム退社
- 1995年4月 東京都立短期大学経営情報学科専任講師
- 2005年4月 首都大学東京准教授
- 2009年4月 首都大学東京教授

## 著書
- 『ミクロ経済学』(河野善文、青木孝子と共著)青山社、1997年4月。ISBN 4915865967

### 訳書
- ジェームズ・V. コッチ著『産業組織の経済学』(里見常吉、青木孝子、河野善文と共訳)中央経済社、1996年5月。ISBN 9784502625237